# Statistik över världsmästerskapet i fotboll för herrar
Artikeln berör statistik över världsmästerskapet i fotboll för herrar, från och med 1930 till och med 2018.

## Målstatistik

### Antal gjorda mål
| År     | Värdland       | Totalt (matcher) | Gruppspel (matcher) | Slutspel (matcher) | Målsnitt |
| ------ | -------------- | ---------------- | ------------------- | ------------------ | -------- |
| 1930   | Uruguay        | 70 (18)          | 50 (15)             | 20 (3)             | 3,89     |
| 1934   | Italien        | 70 (17)          | 43 (8)              | 27 (9)             | 4,12     |
| 1938   | Frankrike      | 84 (18)          | 44 (9)              | 40 (9)             | 4,67     |
| 1950   | Brasilien      | 88 (22)          | 57 (16)             | 31 (6)             | 4        |
| 1954   | Schweiz        | 140 (26)         | 92 (18)             | 48 (8)             | 5,38     |
| 1958   | Sverige        | 126 (35)         | 91 (27)             | 35 (8)             | 3,6      |
| 1962   | Chile          | 89 (32)          | 65 (24)             | 24 (8)             | 2,78     |
| 1966   | England        | 89 (32)          | 58 (24)             | 31 (8)             | 2,78     |
| 1970   | Mexiko         | 95 (32)          | 61 (24)             | 34 (8)             | 2,97     |
| 1974   | Västtyskland   | 97 (38)          | 63 (24)             | 34 (14)            | 2,55     |
| 1978   | Argentina      | 102 (38)         | 60 (24)             | 42 (14)            | 2,68     |
| 1982   | Spanien        | 146 (52)         | 100 (36)            | 46 (16)            | 2,81     |
| 1986   | Mexiko         | 132 (52)         | 84 (36)             | 48 (16)            | 2,54     |
| 1990   | Italien        | 115 (52)         | 82 (36)             | 33 (16)            | 2,21     |
| 1994   | USA            | 141 (52)         | 93 (36)             | 48 (16)            | 2,71     |
| 1998   | Frankrike      | 171 (64)         | 126 (48)            | 45 (16)            | 2,67     |
| 2002   | Sydkorea/Japan | 161 (64)         | 130 (48)            | 31 (16)            | 2,52     |
| 2006   | Tyskland       | 147 (64)         | 117 (48)            | 30 (16)            | 2,30     |
| 2010   | Sydafrika      | 145 (64)         | 101 (48)            | 44 (16)            | 2,27     |
| 2014   | Brasilien      | 171 (64)         | 136 (48)            | 35 (16)            | 2,67     |
| 2018   | Ryssland       | 169 (64)         | 122 (48)            | 47 (16)            | 2,64     |
| Totalt | Totalt         | 2 548            | 2 548               | 2 548              | 2 548    |

### Skyttekungar
Den eller de spelare som har gjort flest mål under respektive mästerskap blir utnämnd till turneringens skyttekung. Vid två tillfällen har utmärkelsen blivit utdelad till flera spelare – 1962 delades priset ut till sex spelare med fyra gjorda mål och 1994 till två spelare med sex gjorda mål – men sedan 2010 delas inte titeln: vid lika antal gjorda mål avgör i första hand flest gjorda assist och i andra hand minst spelade minuter.
- 1930 –  Guillermo Stábile – 8
- 1934 –  Oldřich Nejedlý – 5
- 1938 –  Leonidas Da Silva – 7
- 1950 –  Ademir – 9
- 1954 –  Sándor Kocsis – 11
- 1958 –  Just Fontaine – 13
- 1962 –  Garrincha,  Vava,  Leonel Sánchez,  Flórián Albert,  Valentin Ivanov,  Dražan Jerković – 4
- 1966 –  Eusebio – 9
- 1970 –  Gerd Müller – 10
- 1974 –  Grzegorz Lato – 7
- 1978 –  Mario Kempes – 6
- 1982 –  Paolo Rossi – 6
- 1986 –  Gary Lineker – 6
- 1990 –  Salvatore Schillachi – 6
- 1994 –  Hristo Stoitjkov,  Oleg Salenko – 6
- 1998 –  Davor Šuker – 6
- 2002 –  Ronaldo – 8
- 2006 –  Miroslav Klose – 5
- 2010 –  Thomas Müller – 5
- 2014 –  James Rodríguez – 6
- 2018 –  Harry Kane – 6
- 2022 –  Kylian Mbappé – 8

### Målskyttar
Flest mål i en turnering har fransmannen Just Fontaine gjort med 13 mål 1958. Mesta svenska målskyttar är Kennet Andersson och Henrik Larsson med fem mål vardera. Andersson gjorde fem mål 1994 och Larsson gjorde ett mål 1994, tre mål 2002 och ett mål 2006.
Aktiva spelare i fet stil.
16 mål
- Miroslav Klose

15 mål
- Ronaldo

14 mål
- Gerd Müller

13 mål
- Lionel Messi
- Just Fontaine

12 mål
- Pelé
- Kylian Mbappé

11 mål
- Jürgen Klinsmann
- Sándor Kocsis

10 mål
- Gabriel Batistuta
- Gary Lineker
- Teófilo Cubillas
- Grzegorz Lato
- Helmut Rahn
- Thomas Müller

9 mål
- Ademir[a]
- Jairzinho
- Vavá
- Roberto Baggio
- Paolo Rossi
- Christian Vieri
- Eusébio
- Karl-Heinz Rummenigge
- Uwe Seeler
- David Villa

8 mål
- Diego Maradona
- Guillermo Stábile
- Leônidas[b]
- Neymar
- Rivaldo
- Harry Kane
- Cristiano Ronaldo
- Rudi Völler
- Óscar Míguez

7 mål
- Careca
- Johnny Rep
- Andrzej Szarmach
- Oldřich Nejedlý[c]
- Hans Schäfer
- Lajos Tichy
- Luis Suárez

6 mål
- Mario Kempes
- Bebeto
- Rivelino
- Romário
- Hristo Stoitjkov
- James Rodríguez
- Enner Valencia
- Thierry Henry
- Asamoah Gyan
- Salvatore Schillaci
- Ivan Perišić
- Davor Šuker
- Dennis Bergkamp
- Rob Rensenbrink
- Arjen Robben
- Wesley Sneijder
- Robin van Persie
- Zbigniew Boniek
- Oleg Salenko
- Josef Hügi
- Helmut Haller
- Lothar Matthäus
- Max Morlock
- György Sárosi
- Gyula Zsengellér
- Diego Forlán
- Erich Probst

5 mål
- Gonzalo Higuaín
- Tim Cahill
- Romelu Lukaku
- Marc Wilmots
- Garrincha
- Zico
- Jon Dahl Tomasson
- Geoff Hurst
- Olivier Giroud
- Michel Platini
- Zinedine Zidane
- Alessandro Altobelli
- Silvio Piola
- Roger Milla
- Johan Neeskens
- Roger Milla
- Mario Mandžukić
- Xherdan Shaqiri
- Valentin Ivanov
- Emilio Butragueño
- Raúl González
- Fernando Hierro
- Fernando Morientes
- Kennet Andersson
- Tomáš Skuhravý
- Franz Beckenbauer
- Lukas Podolski
- Edinson Cavani
- Pedro Cea
- Juan Schiaffino
- Landon Donovan
- Hans Krankl

Noteringar
1. ↑  En kontrovers finns angående hur många mål Ademir gjorde mot Spanien 1950. Fifa tillskrev Ademir två mål, varav ett tidigare räknats som självmål av den spanska försvararen Parra.
2. ↑  Fifa tillskrev till en början Leônidas åtta mål 1938. I november 2006 ändrade Fifa till sju mål. Med ett mål i VM 1934 har Leônidas sammanlagt gjort åtta mål. Enligt vissa källor hade Leônidas oförtjänt tillskrivits ett mål i matchen mot Polen 1938.
3. ↑  Fifa tillskrev till en början Nejedlý endast fyra mål 1934, men i november 2006 ändrade Fifa sitt beslut och tillskrev Nejedlý fem mål, vilket ger sju mål totalt då Nejedlý gjorde två mål i VM 1938.

## Publikstatistik
| År     | Värdland       | Genomsnittligt åskådarantal | Totalt åskådarantal |
| ------ | -------------- | --------------------------- | ------------------- |
| 1930   | Uruguay        | 32 808                      | 590 549             |
| 1934   | Italien        | 21 352                      | 363 000             |
| 1938   | Frankrike      | 20 872                      | 375 700             |
| 1950   | Brasilien      | 47 511                      | 1 045 246           |
| 1954   | Schweiz        | 29 561                      | 768 607             |
| 1958   | Sverige        | 23 423                      | 819 810             |
| 1962   | Chile          | 27 911                      | 893 172             |
| 1966   | England        | 48 847                      | 1 563 135           |
| 1970   | Mexiko         | 50 124                      | 1 603 975           |
| 1974   | Västtyskland   | 49 098                      | 1 865 753           |
| 1978   | Argentina      | 40 678                      | 1 545 791           |
| 1982   | Spanien        | 40 571                      | 2 109 723           |
| 1986   | Mexiko         | 46 039                      | 2 394 031           |
| 1990   | Italien        | 48 388                      | 2 516 215           |
| 1994   | USA            | 68 991                      | 3 587 538           |
| 1998   | Frankrike      | 43 517                      | 2 785 100           |
| 2002   | Sydkorea/Japan | 42 268                      | 2 705 197           |
| 2006   | Tyskland       | 52 491                      | 3 359 439           |
| 2010   | Sydafrika      | 49 670                      | 3 178 856           |
| 2014   | Brasilien      | 53 592                      | 3 429 873           |
| 2018   | Ryssland       | 47 371                      | 3 031 768           |
| Totalt | Totalt         | 45 036                      | 40 532 478          |

- Högsta publiksiffran i en enskild match: 199 854 sålda biljetter 1950 på Maracanã-stadion i Rio de Janeiro mellan Uruguay och Brasilien. Fifas officiella rapport visar dock en publiksiffra på 173 850 åskådare.[1]
- Lägsta publiksiffran i en enskild match: 2 000 (Chile mot Frankrike, VM 1930).[2]
- Högsta genomsnittliga åskådarantal i en turnering: 68 991 (USA, 1994)[3]

Finalarenor och antal åskådare i finalen
- 1930 – Estadio Centenario – 68 346
- 1934 – Stadio Nazionale PNF – 55 000
- 1938 – Stade Olympique Yves-du-Manoir – 45 000
- 1950 – Maracanã – 173 850[1]
- 1954 – Stade de Suisse – 62 500
- 1958 – Råsunda fotbollsstadion – 49 737
- 1962 – Estadio Nacional de Chile – 68 679
- 1966 – Wembley Stadium – 96 924
- 1970 – Aztekastadion – 107 412
- 1974 – Münchens Olympiastadion – 78 200
- 1978 – El Monumental – 71 483
- 1982 – Santiago Bernabéu – 90 000
- 1986 – Aztekastadion – 114 600
- 1990 – Roms Olympiastadion – 73 603
- 1994 – Rose Bowl – 94 194
- 1998 – Stade de France – 80 000
- 2002 – International Stadium Yokohama – 69 029
- 2006 – Berlins Olympiastadion – 69 000
- 2010 – Soccer City – 84 490
- 2014 – Maracanã – 74 738
- 2018 – Luzjnikistadion – 78 011